# Karl-Heinz Rosch
Karl-Heinz Rosch (3 octobre 1926 - 6 octobre 1944) était un soldat allemand pendant la Seconde Guerre mondiale connu pour avoir sauvé la vie de deux enfants néerlandais, juste avant de mourir. 

## Biographie
D'après les éléments biographiques disponibles, Karl était un enfant non désiré par ses parents, qui a passé une grande partie de son enfance avec ses grands-parents dans la ville de Nerchau (Allemagne). Fasciné par la nature et il souhaitait devenir garde forestier. Après avoir passé ses examens au lycée, il fut enrôlé dans l'armée allemande, au sein d'un régiment d'artillerie appartenant aux Fallschirmjäger.

## Contexte et sauvetage
Le 6 octobre 1944, Rosch, âgé de 18 ans, est stationné avec son peloton dans une ferme à Goirle lorsqu'ils sont pris sous des tirs d'artillerie alliés. Rosch remarque que les deux enfants du propriétaire de la ferme jouant dans la cour semblent inconscients du danger imminent. Il court alors vers eux, en emporte un sous chaque bras et les emmène au sous-sol en sécurité. Une fois les enfants mis à l’abri, il sort pour se positionner en défense de l'autre côté de la cour mais un obus de mortier le touche à l'endroit où se trouvaient les enfants plus tôt. Rosch meurt sur le coup. 

## Conséquences

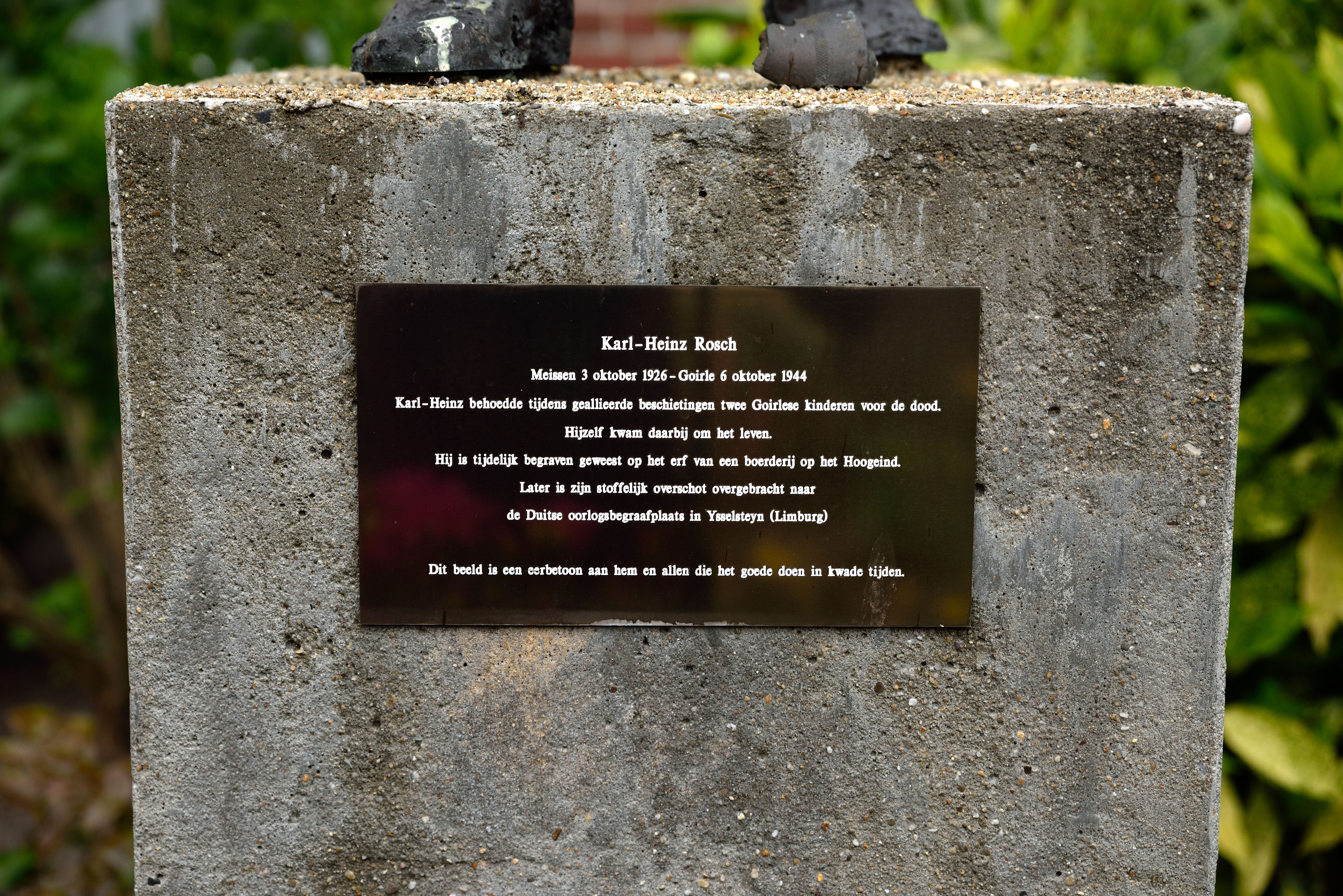
Inscription à la base de la statue. Sur la dernière ligne il est écrit "Cette statue est un hommage à lui et à tous ceux qui font le bien dans les pire moments de l'histoire".

Rosch étant un soldat allemand, donc considéré comme un "ennemi", son histoire est restée relativement ignorée après la guerre. Les Néerlandais se souviennent plutôt que le 15 août 1942, 5 hommes de Goirle avaient été exécutés au hasard en représailles d'un sabotage d'une voie ferroviaire quelques jours auparavant.
L'histoire de Rosch n'est rendue publique qu'en 2008. Le financement et l'installation d'un mémorial en son hommage sur l'espace public sont rejetés par le conseil municipal de Goirle, mais une collecte est organisée et une statue de bronze est érigée sur une propriété privée le 4 novembre 2008. La statue est considérée comme le seul monument au monde dédié à un soldat allemand de la Seconde Guerre mondiale faisant partie d'une force d'occupation.

## Voir également
- Friedrich Lengfeld